# Просові
Просові (Panicoideae) — підродина трав'янистих рослин родини тонконогові (Poaceae). Підродина налічує понад 3300 видів у ≈220 родах.

## Опис
Трав'яні однорічні або багаторічні кореневищні рослини. Стебла зазвичай повні, рідше порожнисті. Листові пластини від відносно широких до звужених, іноді на вигляд черешкові. Колоски ростуть у волоті, китиці чи колосі чи в поєднанні цих суцвіть. У Andropogoneae приквітки за межами колосків. Колоски 2-квіткові, нижня квіточка чоловічої статі або стерильна, рідко бісексуальна, верхня завжди бісексуальна. Колоски опадають цілком (але колоскові луски зберігаються в Arundinelleae). Леми від 5 до багато-прожилкові. Тичинок зазвичай 3, рідше менше.

## Поширення
В основному види просових поширені в теплих помірно-тропічних регіонах. Підродина включає деякі важливі сільськогосподарські культури, зокрема, цукровий очерет (кілька видів Saccharum), кукурудза, сорго та просо, Panicum virgatum.

## Список триб просових
- Arundinelleae
- Andropogoneae
- Centotheceae
- Chasmanthieae
- Cyperochloeae
- Gynerieae
- Paniceae
- Paspaleae
- Steyermarkochloeae
- Thysanolaeneae
- Tristachyideae
- Zeugiteae